# Parabel
 For alternative betydninger, se Parabel (lignelse). (Se også artikler, som begynder med Parabel (lignelse))
En parabel er en geometrisk kurve i et plan, som sædvanligvis opstår som grafen for et andengradspolynomium.

## Matematisk forskrift
Et andengradspolynomium er givet ved følgende forskrift:
{\displaystyle y=ax^{2}+bx+c\,}
Koefficienterne a, b og c bestemmer parablens udseende og placering. Og dens eventuelle skæring med x-aksen (de såkaldte rødder) findes ved at løse andengradsligningen, givet ved:
{\displaystyle ax^{2}+bx+c=0\quad ,\quad a\neq 0}.

## Geometrisk definition
Givet et brændpunkt, F, og en ledelinje, L, er en parabel den mængde af punkter som har lige stor afstand til ledelinjen og brændpunktet.
Hvis parablens ledelinje er placeret i et almindeligt koordinatsystem så ledelinjen er parallel med x-aksen, vil parablen kunne beskrives som grafen for et andengradspolynomium.
Parabelkurver fremkommer adskillige steder i naturen og videnskaben:
- Bolde, projektiler og andre frit faldende genstande følger en bane der har facon som en parabel – deraf begrebet kasteparabel. Teoretisk set gælder det dog kun, hvis genstanden ikke møder luftmodstand.
- Et ubelastet kabel der hænger udspændt vil have form som kædelinjer, men hvis de belastes ensartet (som når man f.eks. hægter brofag på en hængebro) vil kablet nærme sig parabelform.
- En reflektor til brug, hvor man ønsker et parallelt strålebundt (som f.eks. i en projektør eller en parabolantenne), vil have parabelform (eller rettere en paraboloide som fremkommer når parablen drejes om sin symmetriakse).

Parablen er tillige en af keglesnitskurverne som kan fremkomme som skæringskurve mellem et plan og en kegle.
Navnefaderen til parablen var Apollonius

## Matematikken bag
Det generelle tilfælde af en parabel er som sagt en kurve i et plan, og kan i et koordinatsystem beskrives som punkter, (x,y), der opfylder følgende ligning:
{\displaystyle Ax^{2}+Bxy+Cy^{2}+Dx+Ey+F=0\,}
hvor koefficienterne, A..F, vælges så følgende er opfyldt:
1. Koefficienterne er reelle tal.
2. B2 = 4 A C
3. A og C må ikke begge være 0
4. Ligningen skal have flere løsninger

Hvis ledelinjen er parallel med x-aksen, kan den beskrives som løsninger til en almindelig andengradsligning:
{\displaystyle Ax^{2}+Dx+Ey+F=0\,}
I forhold til den generelle ligning er B og C her sat til 0; A og E må da ikke være 0.